# David Bars
David Bars, född 1686, död 1759, var en svensk böss- och pistolsmed.
Bars blev 1719 kunglig pistolsmed och efterträdare till Petter Starbus vars verkstad var på Helgeandsholmen. 1723 inredde han en ny stor verkstad, den största i Stockholm på Rännarebanan vid Hötorget. Bars var en synnerligen skicklig och mångsidig begåvning och har kallats Stockholms främste bössmed. Hos honom arbetade ett stort antal lärlingar och gesäller, som senare blev berömda mästare.